# Zonkracht
| Zonkracht | Omschrijving | Minuten blootstelling tot huid rood kleurt | Verbranding van de huid |
| --- | ------------ | ------------------------------------------ | ----------------------- |
| 0 | Geen         | -                                          | Niet                    |
| 1-2 | Vrijwel geen | 100-50                                     | Niet                    |
| 3-4 | Zwak         | 35-25                                      | Bijna niet              |
| 5-6 | Matig        | 25-15                                      | Gemakkelijk             |
| 7-8 | Sterk        | 15-10                                      | Snel                    |
| 9-10 | Zeer sterk   | < 10                                       | Zeer snel               |
| 11+ | Extreem hoog |                                            | Bijna onmiddellijk      |
| De schaal van de zonkracht volgens het KNMI, aangevuld met waarde 11+ van het KMI. Andere tijden gelden voor lichter- of donkerder-dan-gemiddelde huidskleuren. |              |                                            |                         |

Zonkracht (Nederland, KNMI) of uv-index (België, KMI) is een maat voor de hoeveelheid ultraviolette straling (uv) in het zonlicht die de aarde bereikt. 

## Meting
De hoeveelheid ultraviolette straling wordt uitgedrukt
in de zonkracht, een index die in Nederland kan variëren van 0 (wanneer er geen uv-straling is) tot 8 (voor de maximale hoeveelheid ultraviolet zonlicht). Bij een lage zonkracht (0-4) verbrandt de huid minder snel dan bij een hoge zonkracht (7 en hoger). In landen dichter bij de evenaar en in de bergen kan de zonkracht een waarde van 15 of hoger halen. In de buurt van de evenaar komt dat doordat de zon hoger aan de hemel staat, waardoor de zonnestralen minder geabsorbeerd en verstrooid worden door de atmosfeer. In de bergen is de atmosfeer minder dicht.                                                                                                                                                                                                                                                                           
In de tabel van de zonkracht is globaal aangegeven hoelang de huid van een persoon met een lichte huidskleur gemiddeld de straling kan verdragen voordat er verkleuring plaatsvindt. Voor wie snel verbrandt is de tijd korter, voor wie van nature een getinte huid heeft langer. De vermelde tijd geeft aan na hoeveel minuten een onbeschermde huid zoveel ultraviolette straling heeft gekregen dat deze na 8 tot 24 uur rood kleurt. Dat is het maximum voor wie verstandig wil zonnebaden, omdat overmatige blootstelling aan ultraviolette straling het risico op huidkanker vergroot.

## Factoren
De hoeveelheid ultraviolette straling neemt toe naarmate de zon hoger staat en varieert met de seizoenen en het moment van de dag. 's Zomers in Nederland en België is de zonkracht op z'n hoogst vaak 7 of 8, 's winters is er vaak een zonkracht van 1 of minder. De zon staat er op haar hoogst tussen 12 en 3 uur 's middags (zomertijd). De hoeveelheid uv-straling is ook afhankelijk van wolken, vocht en stof in de atmosfeer en van de hoeveelheid ozon. De op grote hoogte in de atmosfeer aanwezige ozonlaag beschermt het aardoppervlak tegen uv-straling.
De temperatuur heeft geen directe invloed op de zonkracht. Op een koele, zonnige dag kan de zonkracht hoger zijn dan op een warme, bewolkte dag. Wel geldt in Nederland en België dat in de lente en zomer de zon een grotere hoogte kan bereiken en er in warme jaargetijden gemiddeld minder bewolking aan de hemel is, twee factoren die de zonkracht beïnvloeden.